# 布丽特·彼得森
布丽特·彼得森（挪威語：Brit Pettersen，1961年11月24日—），挪威女子越野滑雪运动员。她曾代表挪威参加1980年、1984年和1988年冬季奥林匹克运动会越野滑雪比赛，共获得一枚金牌和二枚铜牌。